# Metropoolregio
Een metropoolregio is een gebied bestaande uit een stedelijke kern met een hoge mate van werkgelegenheid, met een daaromheen liggend terrein dat sociaal-economisch verbonden is met de stedelijke kern via bijvoorbeeld forensisme. Een metropoolregio beslaat vaak een gebied groter dan een metropool daar ook meerdere kleine plaatsen rondom een grote stad er deel van uit kunnen maken. Bijvoorbeeld Greater London. Metropoolregio’s worden vaak als belangrijke kernen van sociale en economische ontwikkelingen van een land beschouwd.
De exacte definitie van een metropoolregio verschilt per land. Een metropoolregio kan volgens ruime definities ook gebieden omvatten die niet of dun bebouwd zijn en die maar weinig te maken hebben met het traditionele concept van een stad als opzichzelfstaande vestiging, maar die toch sociaal-economisch verbonden zijn met de stedelijke kern. In de basis komt een metropoolregio neer op: het gebied dat geen deel uitmaakt van een metropool of andere grote stad, maar hier wel nauwe banden mee heeft. Wat dat betreft valt een metropoolregio tussen een metropool en een megalopolis.
De term metropoolregio dateert uit 1950. Het primaire concept van een metropoolregio is sindsdien niet veranderd.

## België
België kent geen metropoolregio's met een bestuurlijke taak. Wel kent het land Eurostat Larger Urban Zones (LUZ), dit zijn zeer verstedelijkte gebieden. Dit zijn:
- Antwerpen
- Brussel (stedelijk gebied)
- Luik/Liège

## Nederland
In Nederland bestaan er vijf metropoolregio's:
| Metropoolregio                        | Provincie     | Gemeenten | Inwonertal (per 31-1-2023) |
| ------------------------------------- | ------------- | --- | -------------------------- |
| Metropoolregio Amsterdam              | Noord-Holland | Amsterdam, Almere, Haarlem, Haarlemmermeer, Zaanstad, Amstelveen, Purmerend, Hilversum, Lelystad, Velsen, Gooise Meren, Beverwijk, Huizen, Heemskerk, Edam-Volendam, Aalsmeer, Diemen, Uithoorn, Heemstede, Wijdemeren, Bloemendaal, Waterland, Zandvoort, Wormerland, Ouder-Amstel, Uitgeest, Blaricum, Laren, Landsmeer, Oostzaan | 2.581.116                  |
| Metropoolregio Rotterdam Den Haag     | Zuid-Holland  | Rotterdam, Den Haag, Zoetermeer, Westland, Delft, Nissewaard, Schiedam, Leidschendam-Voorburg, Vlaardingen, Voorne aan Zee, Capelle aan den IJssel, Lansingerland, Rijswijk, Pijnacker-Nootdorp, Barendrecht, Ridderkerk, Maassluis, Krimpen aan den IJssel, Wassenaar, Albrandswaard, Midden-Delfland                              | 2.450.941                  |
| Metropoolregio Utrecht                | Utrecht       | Utrecht, Amersfoort, Zeist, Stichtse Vecht, Nieuwegein, Barneveld, Vijfheerenlanden, Woerden, Houten, Utrechtse Heuvelrug, Soest, De Ronde Venen, Nijkerk, De Bilt, IJsselstein, Leusden, Baarn, Wijk bij Duurstede, Bunschoten, Bunnik, Lopik, Woudenberg, Montfoort, Oudewater, Eemnes                                            | 1.400.392                  |
| Metropoolregio Eindhoven              | Noord-Brabant | Eindhoven, Helmond, Veldhoven, Geldrop-Mierlo, Deurne, Valkenswaard, Gemert-Bakel, Best, Nuenen c.a., Laarbeek, Bladel, Cranendonck, Someren, Eersel, Oirschot, Bergeijk, Son en Breugel, Waalre, Asten, Heeze-Leende, Reusel-De Mierden                                                                                            | 803.396                    |
| Groene Metropoolregio Arnhem-Nijmegen | Gelderland    | Arnhem, Nijmegen, Overbetuwe, Lingewaard, Zevenaar, Rheden, Wijchen, Berg en Dal, Renkum, Beuningen, Duiven, Druten, Heumen, Westervoort, Doesburg, Mook en Middelaar, Rozendaal | 772.291                    |

De metropoolregio's Rotterdam Den Haag, Eindhoven en de Groene Metropoolregio Arnhem-Nijmegen hebben een juridische basis als gemeenschappelijke regeling. Metropoolregio Amsterdam is een informeel samenwerkingsverband.
De metropoolregio's Amsterdam en Rotterdam Den Haag hebben evenals de vroegere Stadsregio Amsterdam, Stadsregio Rotterdam en Stadsgewest Haaglanden taken op het terrein van mobiliteit. De mobiliteitstaken van overige stadsregio's zijn op 1 januari 2015 overgegaan naar de provincie.